# 徐正青
徐正青，宿松人，是一名清朝政治人物。监生出身。
徐正青曾于道光四年（1824年）接替锡霖任延平府知府一职，道光十年（1830年）由彭邦畯接任。